# شينيا ناكامورا
شينيا ناكامورا (باليابانية: 仲邑信也؛ بالكانا: なかむら しんや) هو لاعب غو محترف ياباني، ولد في 10 أبريل 1973 في أوساكا في اليابان.